# Hwajeon

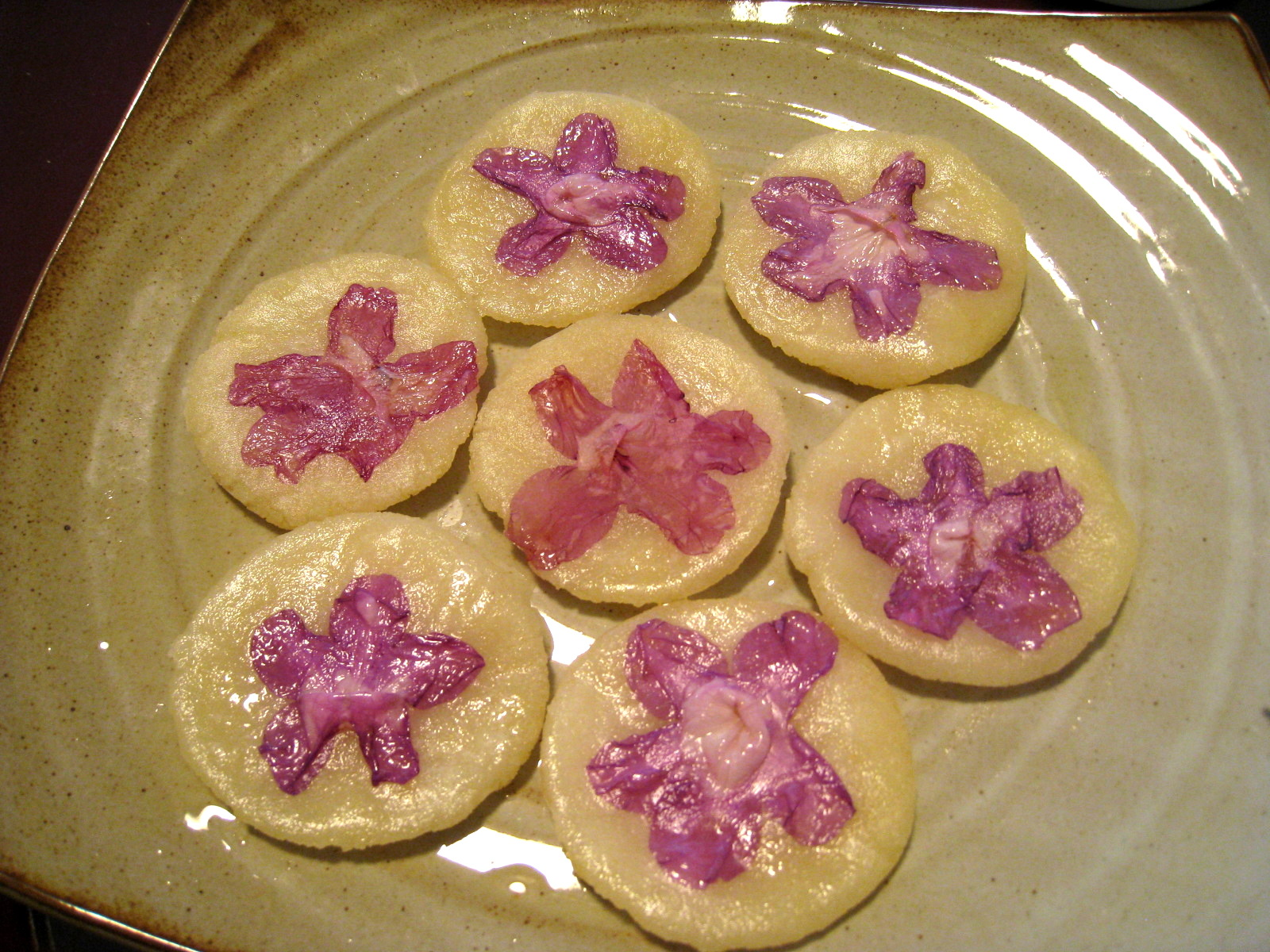
Jindallae hwajeon (jeon ou tteok aux azalées).

Les hwajeon (화전 ; hwadʑʌn) sont des petits jeon ou tteok (gâteaux de riz) sucrés de la cuisine coréenne, faits à partir de n'importe quelle sorte de pétales de fleurs comestibles, telles que les azalées ou les chrysanthèmes, de la farine de riz gluant et du sucre,. Leur nom signifie « gâteau fleur » en sino-coréen, et peut également être rapproché de kkot bukumi (꽃부꾸미), kkot jijimi (꽃지지미), kkot darim (꽃달임) en coréen.

## Hwajeon Nori

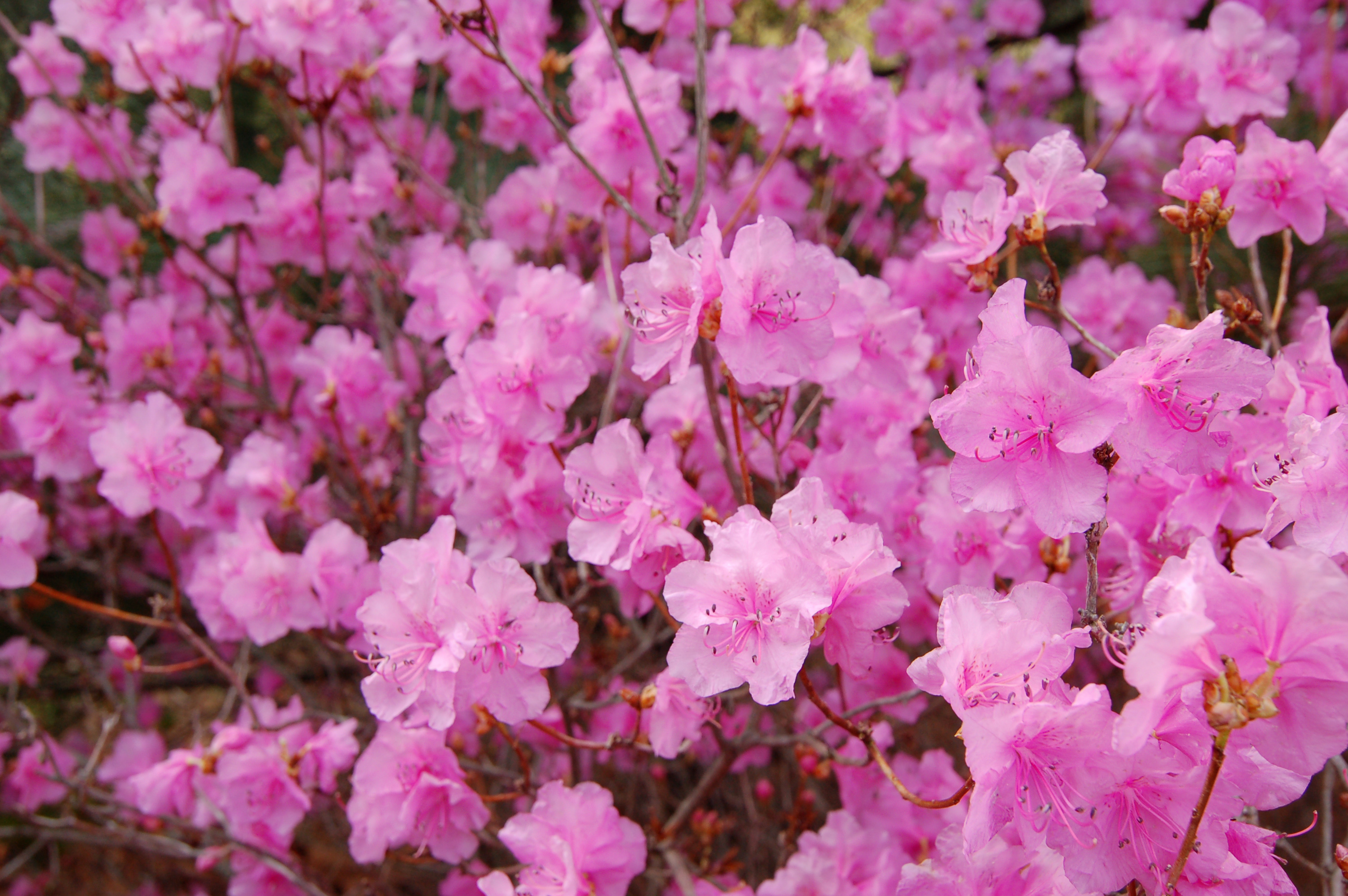
Jindallae (Rhododendron mucronulatum).

Les hwajeon étaient souvent consommés lors du Hwajeon Nori (화전놀이), une coutume tenue depuis la dynastie Goryeo (918-1392), signifiant littéralement « jeu du gâteau fleur ». Au printemps, les femmes venaient picniquer en apportant avec elles de la farine de riz gluant et un beoncheol (번철, une sorte d'épaisse poêle à frirephoto) près d'une rivière le 3 mars. Elles cueillaient des azalées ou toute autre fleur comestible disponible à proximité et préparaient des hwajeon avec les ingrédients. La version faite à partir d'azalées comestibles (Rhododendron mucronulatum) est appelée jindallae hwajeon (진달래화전) ou dugyeon hwajeon (두견화전), et est considérée comme le hwajeon le plus représentatif. Il était traditionnel de les accompagner du jindallae hwachae préparé à partir de la même fleur flottant dans de l'eau miellée ou du jus d'omija (baies du Schisandra chinensis),.
De même, la population fêtait Hwajeon Nori en automne en préparant une autre variété de hwajeon à partir de fleurs et feuilles de chrysanthèmes. Il s'agit des gukhwajeon (국화전) consommés avec le gukhwaju (국화주, vin de riz aux fleurs), ou du yuja hwachae (hwachae de yuzu). Le gukhwajeon est étroitement lié au festival coréen traditionnel appelé Junggu (중구 重九) ou Juyangjeol (중양절). Il se déroule tous les 9 septembre,,,.

## Ingrédients et variétés
En plus des jindallae hwajeon et gukhwajeon, toute fleur de saison peut être utilisée dans les hwajeon tant qu'elle est comestible. Les ihwajeon (이화전, 梨花煎, « gâteau aux fleurs et nashi »), beotkkot hwajeon (벚꽃화전, « gâteau des fleurs de cerisier »), jebikkot hwajeon (제비꽃화전, « gâteau de violettes ») sont préparés et consommés au printemps. Les jangmi hwajeon (장미화전, « gâteau à la rose ») sont consommés au début de l'été et les maendrami hwajeon (맨드라미화전 gâteau de célosie) en automne.
Si aucune fleur de saison n'est disponible, l'œnanthe, le ssuk, le seogi, la jujube peuvent être utilisés à leur place pour réaliser une décoration de type floral sur la pâte pétrie.